# Jurta

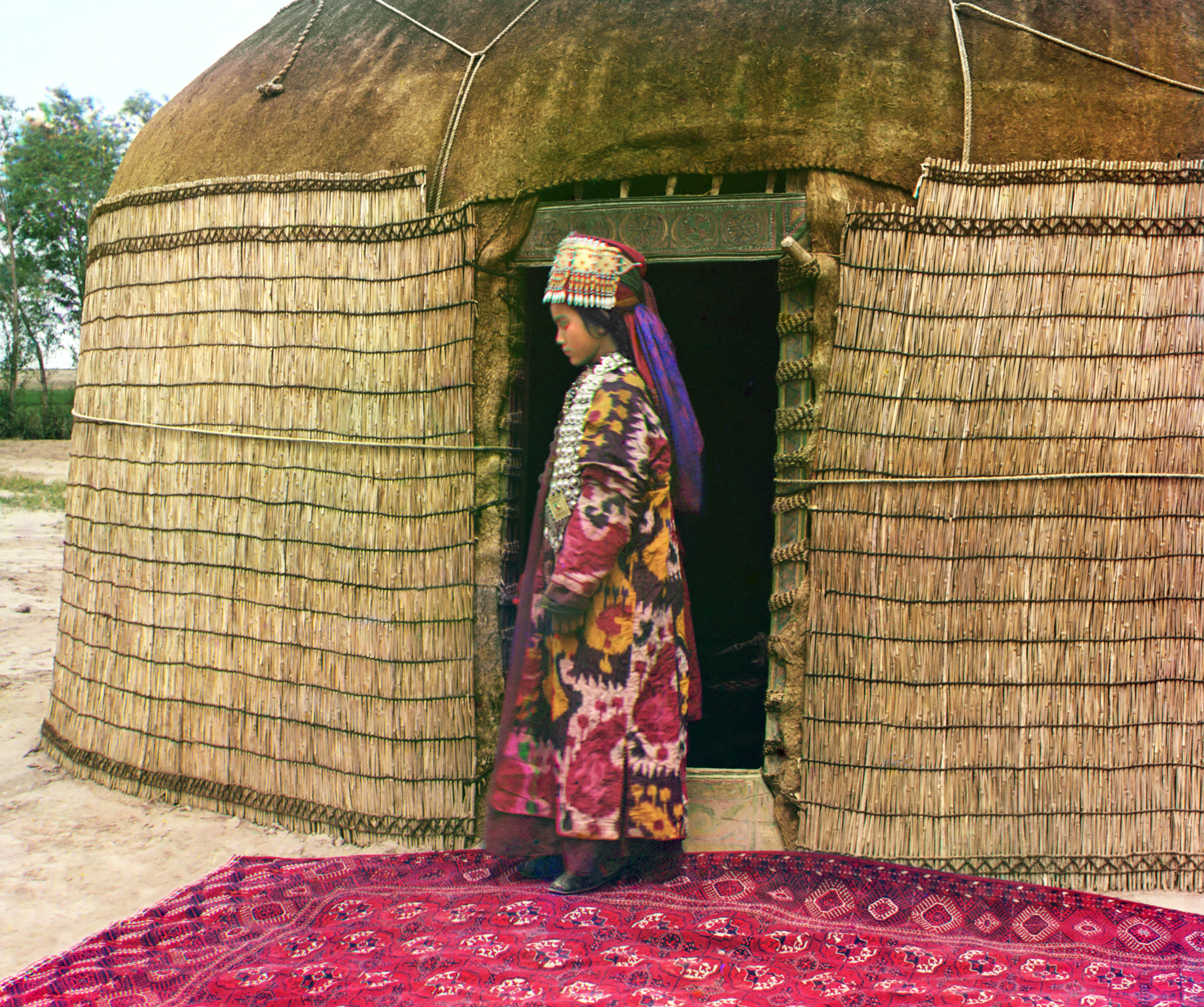
Uzbekisk kvinna framför jurta i Turkestan år 1913.

Jurta (plural: jurtor) är ett slags tält som uppförs för att användas som bostad av flera nomadfolk i Sibirien, i synnerhet tunguser och jakuter, samt även förekommer på Kamtjatka, i Mongoliet och i Turkestan. En jurta är oftast kägelformig, med resning av smala bjälkar, utanpå stundom belagd med lera och grästorvor. På en fristående äril i jurtans mitt brinner en ständigt underhållen eld. Kring väggarna löper bänkar som också används som sovplatser. Ovanför dessa hängs husgeråd och vapen upp. Även på vintern kan man bo i jurtorna, man brukar lägga på stora filtdukar runt om.
Ordet jurta (även jurt) har kommit till svenskan via ryskan (юрта), men är ursprungligen ett turkspråkigt ord med betydelsen "bostad". På kazakiska heter jurta kiyiz üy (киіз үй; bokstavligen "filthem") och på mongoliska ger (гэр). Afghaner och pakistaner kallar dem kherga, jirga eller ooee. På kirgiziska heter jurtan bojzoj, bokstavligen "grått hus", på grund av filttygets färg.

## Källhänvisningar
1. ↑  Svenska Akademiens ordböcker (SAOL, SO och SAOB) på Svenska.se: jurt